# Radio Portales de Talca
Radio Portales de Talca fue una estación radial chilena, fundada en Talca el 14 de abril de 1956 por los palestinos Raúl Tarud Siwady y su cuñado, Abraham Hasbún Ananías. Su señal fue CC-108 en amplitud modulada, y en onda corta CE-602 en la banda de 49 m y CE-984 en la banda de 30 m. Su planta transmisora estaba ubicada en el camino a Maule y sus estudios y auditorium se ubicaban en calle 1 Norte N° 1075, entre 7 y 8 Oriente. Su potencia transmisora era de 10 kW.
Es reconocida hoy, como la precursora de las emisoras Portales de Santiago y Portales de Valparaíso, ambas inauguradas en 1960 y vigentes en la actualidad.

## Historia
A inicios de los años '50, Raúl Tarud Siwady se convence que quiere crear una radioemisora en Talca. A los 22 años, en 1953, inicia los trámites en Santiago para obtener una concesión radial, sin resultados. En esta búsqueda es que se contacta con el empresario Tulio Valenzuela Azócar, quien ya había iniciado los trámites para obtener una concesión radial en dicha ciudad, pero defraudado con la burocracia y las dificultades para que su proyecto tomara curso, acepta transferirle la concesión de la radiodifusora ubicada inicialmente en el CC-160. Esto queda registrado en el Decreto 1.119 del 22 de abril de 1955, del Ministerio del Interior.
Dado que tampoco obtiene resultados positivos, es que recurre a su futuro suegro, Jorge Aravena Carrasco (presidente del Banco Central en ese entonces), para obtener apoyo directamente en La Moneda. Con este apoyo, logra al fin el visto bueno para dar inicio al proyecto radial.
Al entusiasmo de Raúl Tarud, se suma la experiencia empresarial de Abraham Hasbún Ananías, quien aporta no solo con los contactos comerciales para obtener publicidad de empresas en Santiago, sino también con el sello de profesionalismo que debía tener una radioemisora como Portales. Para ello contactó al ingeniero Pedro del Campo para la construcción del transmisor de 10K y la antena. También importó las primeras grabadoras de cinta en llegar al país, en apoyo a la labor periodística.
Las ideas principales de la emisora eran: servir a la comunidad, entregarle información de manera ágil, objetiva y sin sensacionalismos, evitando caer en lo más posible en improvisaciones. Su cuidada programación y el profesionalismo que la distinguieron desde el principio la convirtieron en favorita de la radioaudiencia.
La emisora fue equipada técnicamente por el ingeniero Pedro del Campo, incorporando una antena radiante de 106 metros. 
En sus primeros meses contó con un transmisor de 2 kW, potencia que continuó aumentándose paulatinamente. En el ámbito profesional, contaba con nueve locutores que dieron vida a varios programas, como un noticiero a cada hora, Ayuda a tu prójimo, Cara y Sello de Chile, la compañía de radioteatro de Nora de Val y las transmisiones deportivas a cargo de Enrique Candía.
Otros de los elementos que ayudaron al éxito de la emisora fue la incorporación de un pequeño auditorio con capacidad para 81 personas, donde se realizaron varios programa-concurso en vívo, recordándose especialmente los concursos escolares. También se presentaron shows en vivo, como Sábados de Gala, El Show de las Estrellas y El Calducho. En este escenario se destacaba permanentemente la llegada de artistas llevados desde Santiago, especialmente de la naciente corriente de "La Nueva Ola Chilena", situación que se repitió con el mismo éxito en Valparaíso y Santiago.

## Cierre de la emisora
Con este éxito es que Hasbún y Tarud deciden repetir el éxito en Santiago. Dado que Abraham Hasbún poseía otros negocios en Talca, es Raúl, quien viaja a Santiago a establecer la futura CB-118 Radio Portales de Santiago.
En 1965 y por diferencias personales y de opiniones sobre la administración de las radios, es que se decide separar la sociedad Tarúd-Hasbún. Como costumbre de la colonia árabe, las disputas de este tipo se solucionan mediante un árbitro, responsabilidad que recayó en Elías Deik (famoso tenista de los años 1930 y parte del equipo fundador de la rama de fútbol del club Palestino en 1920).
El resultado de este arbitraje fue que Abraham Hasbún mantendría la propiedad de Radio Portales en Talca y Raúl Tarud, la de Santiago.
Al poco tiempo, Abraham Hasbún vende la radioemisora a la Sociedad Nacional de Minería, la que buscaba expandir su proyecto radial a todo Chile.

## Algunos Programas
- Chile, Chile Lindo (07:00)
- Boletín de Noticias (08:00)
- De Aquí a su Casa (08:30)
- El Disco al Día (13:30)
- Cara y Sello (19:30)
- Crónicas Sodar (20:30)
- Panorama Periodístico (22:00)
- Sábado de Gala
- El Show de las Estrellas
- El Calducho

## Profesionales y Técnicos
Directores:
- Gastón Vivado
- Enrique Maluenda Meneses

Técnico:
- Pedro del Campo Benavente.

Locutores:
- Carmen Palma
- Liselotte Bach
- Erasmo Gatica
- Dario Cruzat
- Freddy Hube
- Yorka Gallegos
- Jorge Manzano
- Juan Carlos Coronado
- Julián Aldea
- Anita Hormazábal

Libretista:
- Mario Ramos

Periodistas:
- Jorge Soto
- Coto Garrido

Área Comercial - Ventas:
- Nibaldo Novoa

Discoteca:
- Oscar Guzmán